# Mondamin (Iowa)
Mondamin es una ciudad ubicada en el condado de Harrison en el estado estadounidense de Iowa. En el Censo de 2010 tenía una población de 402 habitantes y una densidad poblacional de 344,15 personas por km².

## Geografía
Mondamin se encuentra ubicada en las coordenadas 41°42′36″N 96°1′17″O / 41.71000, -96.02139. Según la Oficina del Censo de los Estados Unidos, Mondamin tiene una superficie total de 1.17 km², de la cual 1.17 km² corresponden a tierra firme y (0%) 0 km² es agua.

## Demografía
Según el censo de 2010, había 402 personas residiendo en Mondamin. La densidad de población era de 344,15 hab./km². De los 402 habitantes, Mondamin estaba compuesto por el 97.76% blancos, el 0.25% eran afroamericanos, el 0% eran amerindios, el 0.5% eran asiáticos, el 0% eran isleños del Pacífico, el 0.5% eran de otras razas y el 1% pertenecían a dos o más razas. Del total de la población el 1% eran hispanos o latinos de cualquier raza.